# Fuirena hirsuta
Fuirena hirsuta är en halvgräsart som först beskrevs av Peter Jonas Bergius, och fick sitt nu gällande namn av P.L.Forbes. Fuirena hirsuta ingår i släktet Fuirena och familjen halvgräs. Inga underarter finns listade i Catalogue of Life.